# Ёрюк (парк)
Парк Ёрю́к (тур. Yörük Parkı) — музей под открытым небом, рассказывающий о быте турецких кочевников — ёрюков, расположенный в Турции на маленьком полуострове около порта Кемера.
Лето кочевники проводили на высокогорных плато, а на зиму спускались в долины. В парке можно понаблюдать за работой ремесленников, попробовать традиционную пищу кочевников и особое угощение Saç Böreği, отдохнуть в одной из палаток парка и посетить залы этнографической выставки.
Вход в парк платный (по состоянию на июнь 2011 г. 2 лиры ~ 1 евро или 1,5 доллара).